# گویش کرشی
گویش کُرُشی یکی از گویش‌های زبان بلوچی است که به بلوچی جاسک و سیریک بسیار نزدیک می‌باشد که در میان مردمی به نام کُرُشی رواج دارد (میراث ناملموس ایران).
این گویش به عنوان میراث ناملموس استان هرمزگان در سال ۱۳۹۵ به شماره ۱۳۴۰ در فهرست میراث ناملموس کشور به ثبت رسید. آبادی‌های کرش‌نشین در استان هرمزگان عبارتند از: جلابی، کهورکلاغی، لردو، محمودکلاهی، شاهبازان، خرگی، دلبودنی، ذرتی، کدوکار، گاومرده، گزریز (کهنه شهر)، کناران، حسین‌آباد، پشتکوه. دهنو پایین، باریز، توج، ریگو، سرچیل، طاهری، نوبست، کولغان. مازغ بالا و مازغ پایین، تم بلوچان، کولغ کاشی، بندزرک، کشقلمان بالا، کشقلمان پایین، گرازوئیه، دماغ ریگ، کهنه شهر (گزریز فعلی)، طالوار، گبرانی، میسکنک، سرمست، کولغ کلم، کرگان و همچنین به صورت پراکنده در نواحی مختلف استان فارس و میان ساربانان رایج است، متکلمان این زبان در استان فارس در سال ۱۹۹۲ حدود ۱۶۰ تا ۲۰۰ نفر اعلام شده‌اند. در استان فارس آن‌ها را «دارغه dârɣe» نیز می‌نامند. دارغه شکل تغییر یافته داروغه به معنی پاسبان و نگهبان است و به علت اینکه این شاهزادگان بی‌نام و نشان سال‌های متمادی در مشاغل نظامی و انتظامی مشغول خدمت بوده‌اند این نام بر آن‌ها جاری شده است. همچنین در گذشته «دارغه dârɣe» به معنای نگهبان شتر یا همان شتربان (ساربان) به کار می‌رفت.
کروش‌ها هنوز شترداری و کشاورزی و دامداری را در حاشیهٔ شهرها و روستاها رها نکرده‌اند و با تشکیل روستاهای مستقل اسکان یافته‌اند، برخی از آنها در استان‌های هرمزگان و فارس شیوهٔ دامداری و زندگی کوچ نشینی را رها نکرده‌اند و بز، گوسفند و گاو پرورش می‌دهند.
غیر از تعدادی از کُرُش‌ها که هنوز کوچ می‌کنند و در پی مراتع مناسب در طی سال به سرحد و گرمسیر می‌روند، تعداد زیادی از آنان در نقاطی از جمله بالاده کازرون، کروش آباد منطقه دژگاه فراشبند و دادین و جدول ترکی و شور عبدل خانی در سمت جنوب و شمال بالاده و نقاطی در طول فیروزآباد تا خنج، فداغ، محمدزینا و بیرم لارستان، برخی قسمت‌های بخش علامرودشت لامرد و چاه سرخ مرودشت و احمدآباد شیراز و همچنین اطراف بندرعباس و میناب پراکنده‌اند.
این قول از زبان پیران کُرُش نیز شنیده شده است که خود را تیره‌هایی از طایفه فارسی مدان می‌دانند. واژگان آن‌ها به خوبی نشان می‌دهد که کُرُشی گویشی از زبان بلوچی است و ارتباطی با ترکی قشقایی ندارد. دلیل این که زبان بلوچی بسیار بر کُرُشی تاثیرگذاشته است. به دلیل مهاجرت این مردمان از استان فارس به بلوچستان در سال‌های دور بوده است. این اقوام پس از مدتی به سوی هرمزگان و فارس کوچ می‌کنند و در روستاها و شهرها ساکن می‌شوند. با حضور در هرمزگان وام بسیار زیادی از گویش بندری گرفته‌اند. می‌توان کُرُشی را تلفیق و ترکیب بلوچی، بندری و فارسی دانست.
با این حال زبان کُرُشی (Koroshi) را جزئی از زبان‌های شمال غربی ایرانی به‌شمار آورده‌اند. جایی که زبان بلوچی در آن واقع شده است. این لهجه در تقسیم‌بندی زبانشناسی بخشی از لهجه‌ها و شاخه‌های زبان بلوچی قرار می‌گیرد. چون این لهجه خارج از محدوده جغرافیایی بلوچستان قرار گرفته است کمتر مورد توجه قرار گرفته است. زبان کروشی به علت همسایگی با زبان فارسی بسیاری از ویژگی‌های این زبان را به خود گرفته است.

## آواشناسی

### واکه‌ها
- کوتاه: â, a, e, i, o, u
- بلند: â:, ā, ē, ī, ō, ū

### همخوان‌ها
- سایشی: ð مانند ‘sað’ یا صد
- سایشی کامی صدادار: ɣ
- سایشی چاکی: مانند ‘اره”
- کامی: مانند ‘g’ و ‘k’

## دستور

### فعل‌ها
- نشان مصدر ساز: -ag یا اگ

### اسم‌ها
- پسوند «-یوک» اسم را شناسه می‌کنند. مانند golâbi-yok یا گلابیوک همان گلابی در فارسی است.
- نشانه “i” در این لهجه اسم را به نکره مبدل می‌کند؛ مثلاً چوکی (بچه‌ای)
- اسم‌ها توسط پسوندهای «گل» یا «اوبار» جمع بسته می‌شوند؛ مثلاً مردینگال (مردها) یا سیب-اوبار (سیب‌ها)
- برعکس فارسی و همانند بلوچی صفت‌ها قبل از اسم قرار می‌گیرند.[۱۱] مثلاً سیاهین انگور (انگور سیاه)

و (به بلوچی: سیاهین هنگیر)

## واژگان
در اینجا چندین واژه که در این لهجه وجود دارد با معادل‌های فارسی، بلوچی و بندری آورده شده است.
| کرشی | بندری | بلوچی | فارسی |
| ---- | ----- | ----- | ----- |
| مروچ | امرو  | مروچ  | امروز |
| نیَن  | نون   | نگن   | نان   |
| تهار | توریک | تهار  | تاریک |
| کَنده | خنده  | کندگ  | خنده  |
| گوای | باد   | گوات  | باد   |
| وت   | خودت  | وت    | خودت  |

## مثال‌هایی از جمله‌ها
| کرشی             | آوانوشت              | بندری             | بلوچی            | فارسی              |
| ---------------- | -------------------- | ----------------- | ---------------- | ------------------ |
| ای چین           | ?i či-yen            | ای چِن             | اشی چین؟         | این چیست؟          |
| علی کو اِن؟       | ?ali ko-yen          | علی کانْ           | علی کو اِنت؟      | علی کجاست؟         |
| کَی مَنا تَواری کو؟ | kay manâ tavari ko ? | کِ به مِه صدا ایکه؟ | کیا مَنا تَوار جَت؟ | چه کسی مرا صدا زد؟ |